# Oderaue Genschmar
Das Naturschutzgebiet Oderaue Genschmar liegt auf dem Gebiet der Gemeinde Bleyen-Genschmar im Landkreis Märkisch-Oderland in Brandenburg.
Das rund 257,7 ha große Gebiet mit der Kenn-Nummer 1106 wurde mit Verordnung vom 16. Mai 1990 unter Naturschutz gestellt. Das Naturschutzgebiet erstreckt sich nordöstlich von Genschmar entlang der nordöstlich fließenden Oder und der nordöstlich verlaufenden Staatsgrenze zu Polen. Südwestlich verläuft die Landesstraße L 333.